# Friedrich August Elsasser

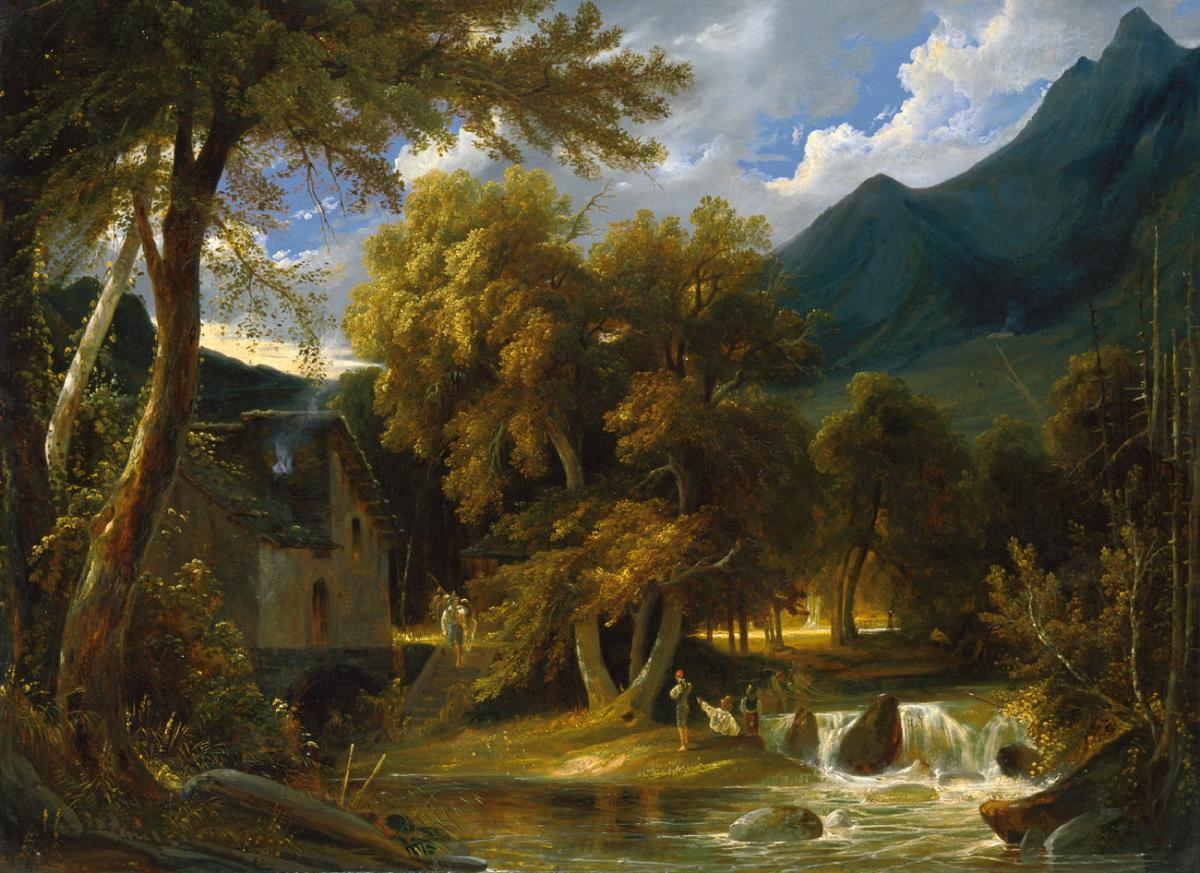
Südliche Gebirgslandschaft, um 1840, Öl auf Leinwand, Stiftung Situation Kunst, Bochum

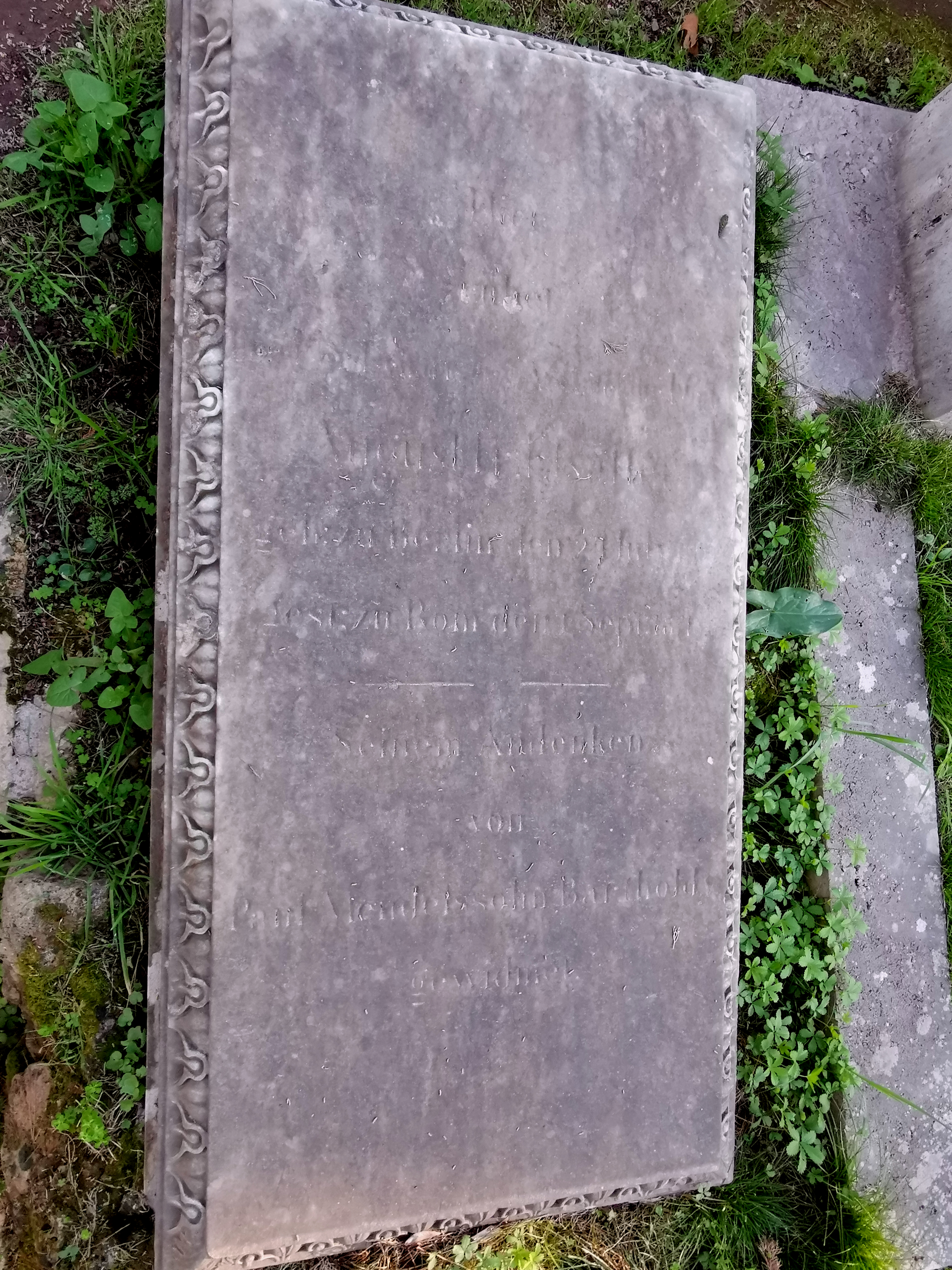
Grab auf dem Nichtkatholischen (Protestantischen) Friedhof Rom ("Seinem Andenken von Paul Mendelssohn Bartholdy gewidmet")

Friedrich August Elsasser (* 24. Juli 1810 in Berlin; † 1. September 1845 in Rom) war ein deutscher Maler.

## Leben
Friedrich August Elsasser war wie sein jüngerer Bruder Julius (1814–1859) ein Landschaftsmaler. Er besuchte die Preußische Akademie der Künste seiner Vaterstadt und war dort u. a. Schüler des Landschaftsmalers Carl Blechen. Ab 1832 wirkte er für einige Jahre in Rom und zählte zum Kreis von Joseph Anton Koch und den Deutschrömern. Von Rom aus unternahm er einige ausgedehnte Studienreisen nach Süditalien und Sizilien.

## Werke
- Palermo
- Lago dei Nemi
- der Campo santo bei Pisa im Mondlicht
- die Sibyllengrotte in Tivoli
- der Klostergang in Cefalu
- das Innere der beleuchteten Peterskirche
- das Theater von Taormina
- Ruine der Kirche Lo Spasimo in Palermo
- Südliche Gebirgslandschaft, um 1840, Konvolut "Weltsichten" im Museum unter Tage von Situation Kunst (für Max Imdahl), Kunstsammlungen der Ruhr-Universität Bochum